# Terratrèmol d'Anatòlia del Nord de 1668
El terratrèmol d'Anatòlia del Nord de 1668 (en turc: 1668 Kuzey Anadolu Depremi) va ser un terratrèmol molt poderós que va copejar l'Anatòlia del Nord Central a l'Imperi Otomà (avui Turquia) el 17 d'agost de 1668. No es coneix l'hora exacta del terratrèmol, però va passar a última hora del matí. Tenia una magnitud estimada entre 7,8 i 8,0 MS i la intensitat màxima de feltre era IX a l'escala d'intensitat de Mercalli modificada. L'epicentre del terratrèmol va ser a la riba sud del llac Ladik, al sud-oest de Samsun.
Quan va passar el terratrèmol, un segment de 600 km de llarg de la falla d'Anatòlia del Nord es va trencar, fet que va provocar fortes sacsejades al llarg de tot aquest segment i grans danys generalitzats des d'almenys Bolu a l'oest fins a Erzincan a l'est. Va resultar en unes 8.000 morts. Les rèpliques van continuar durant 6 mesos. Continua sent el terratrèmol més poderós registrat a Turquia.

## Dany
Es va informar que la ciutat de Bolu va quedar gairebé completament destruïda pel terratrèmol, amb 1.800 morts. També hi va haver danys severs més a l'est al llarg de la falla, amb 6.000 morts més reportades entre Merzifon i Niksar. El nombre total de morts va ser d'uns 8.000. També es va informar d'alguns danys des de l'est fins a Erzincan i en diversos llocs al llarg de la costa del mar Negre. La ciutat de Samsun també va patir greus danys. Els murs i torres del castell de Samsun van patir danys i algunes parts de l'estructura "van ser demolides".